# Powiat Hayami
Powiat Hayami (jap. 速見郡 Hayami-gun) – powiat w Japonii, w prefekturze Ōita. W 2024 roku liczył 27 359 mieszkańców.

## Miejscowości
- Hiji